# Aszteromáta
Az Asteromáta (görög betűkkel: Αστερομάτα, hivatalos magyar átírással: Aszteromáta, magyarul: Csillagszemű) a görög Klavdia dala, mellyel Görögországot képviselte a 2025-ös Eurovíziós Dalfesztiválon Bázelben. A dal 2025. január 30-án, a görög nemzeti döntőben, a Ethnikósz Telikószban megszerzett győzelemmel érdemelte ki a dalversenyen való indulás jogát.

## Eurovíziós Dalfesztivál
2025. január 10-én vált hivatalossá, hogy az énekesnő dala bekerült a Ethnikósz Telikósz görög nemzeti döntő mezőnyébe. A dal 2025. január 30-án megnyerte a görög dalversenyt, ahol a nemzeti és nemzetközi zsűri, valamint a nézők szavazatai által összesítésben az első helyet érte el, így ez a dal képviselheti Görögországot a Eurovíziós Dalfesztiválon.
A dalt először a május 15-én rendezett második elődöntőben, fellépési sorrendben hetedikként adta elő, az Egyesült Királyságot képviselő Remember Monday What the Hell Just Happened? című dala után és a Litvániát képviselő Katarsis Tavo akys című dala előtt.
Az elődöntőből negyedik helyezettként sikeresen továbbjutott a május 13-i döntőbe, ahol fellépési sorrendben tizenharmadikként lépett fel, a Németországot képviselő Abor & Tynna Baller című dala után és az Örményország ot képviselő Parg Survivor című dala előtt. A zsűri szavazáson nyolcadik helyen végzett 105 ponttal (Ausztráliától, Ciprustól, Izraeltől és Montenegrótól és Svédországtól maximális pontot kapott), míg a nézői szavazáson szintén nyolcadik helyen végzett 126 ponttal (Albániától, Cipustól és San Marinotól maximális pontot kapott), így összesítésben 231 ponttal a verseny hatodik helyezettje lett.

## Dalszöveg
| Asteromata mou mikri Gyre na se filiso Sta agia sou ta dakrya Ta cheili mou na sviso Asteromata mou mikri Gyre mou na se piaso Ta xechasmena mou ftera Sterna na xapostaso – A dal refrénje angol átírással | Ó, kis csillagszeműm, Hajolj le, hadd csókoljalak meg A szent fénykönnyeidre Hagyd, hogy kiszáradt ajkaim újra pihenjenek. Ó, kis csillagszeműm, Hajolj le, hadd öleljelek meg Ezek a fáradt, elfeledett szárnyak Hadd találják meg rajtad az utolsó leheletüket. – A dal refrénje magyarul |

## Galéria

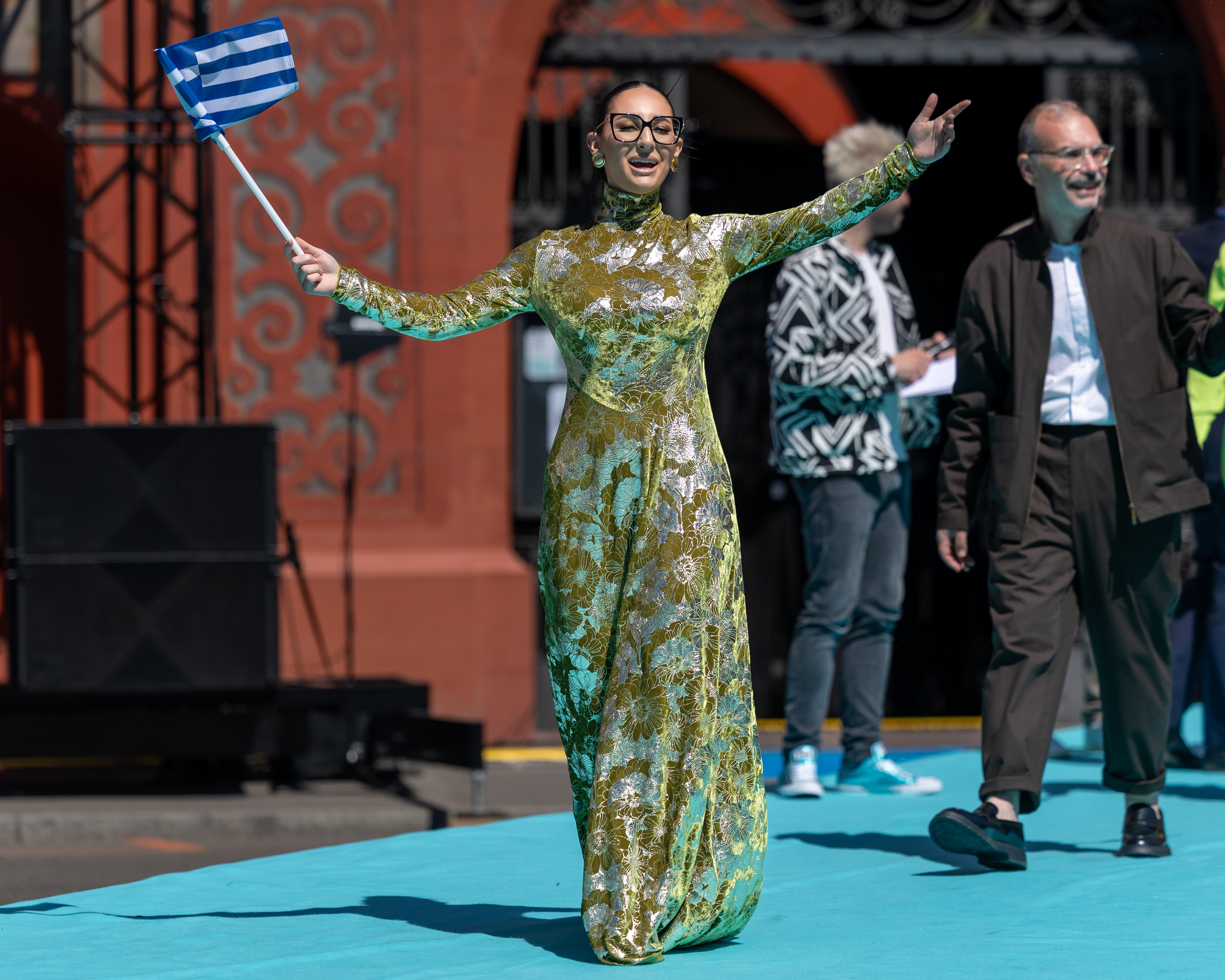
A megnyitóünnepségen
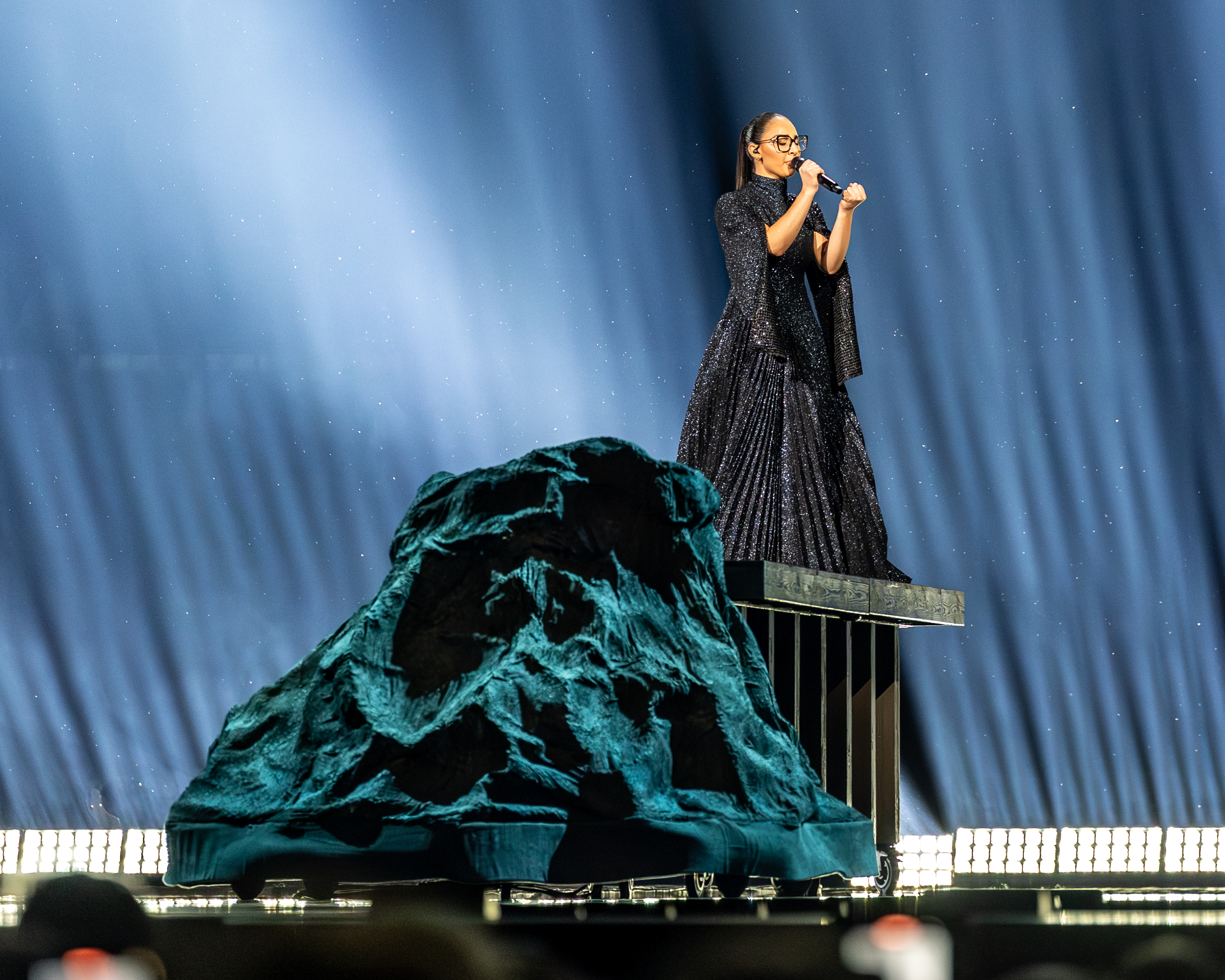
Az elődöntőben
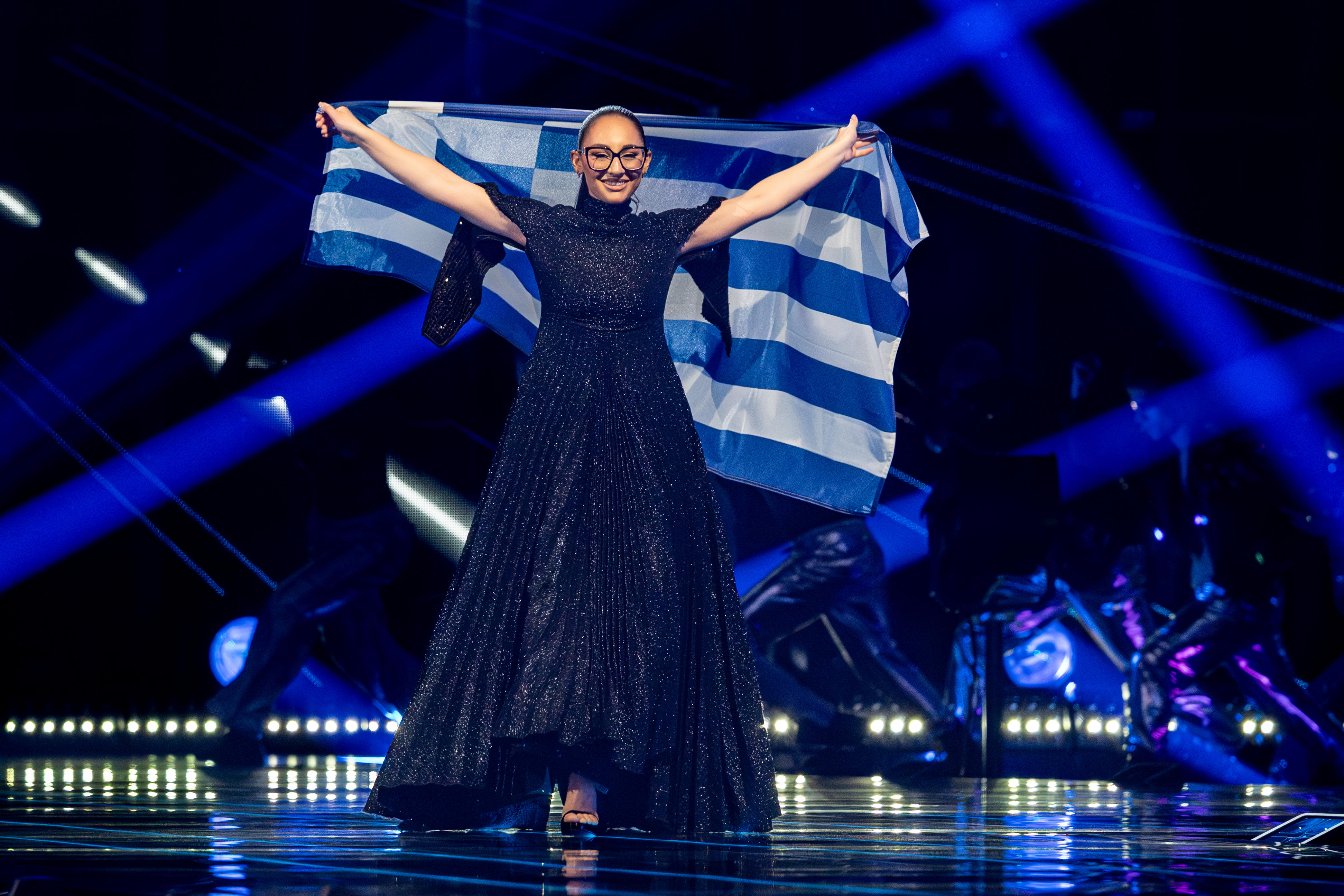
A döntő bevonulásán
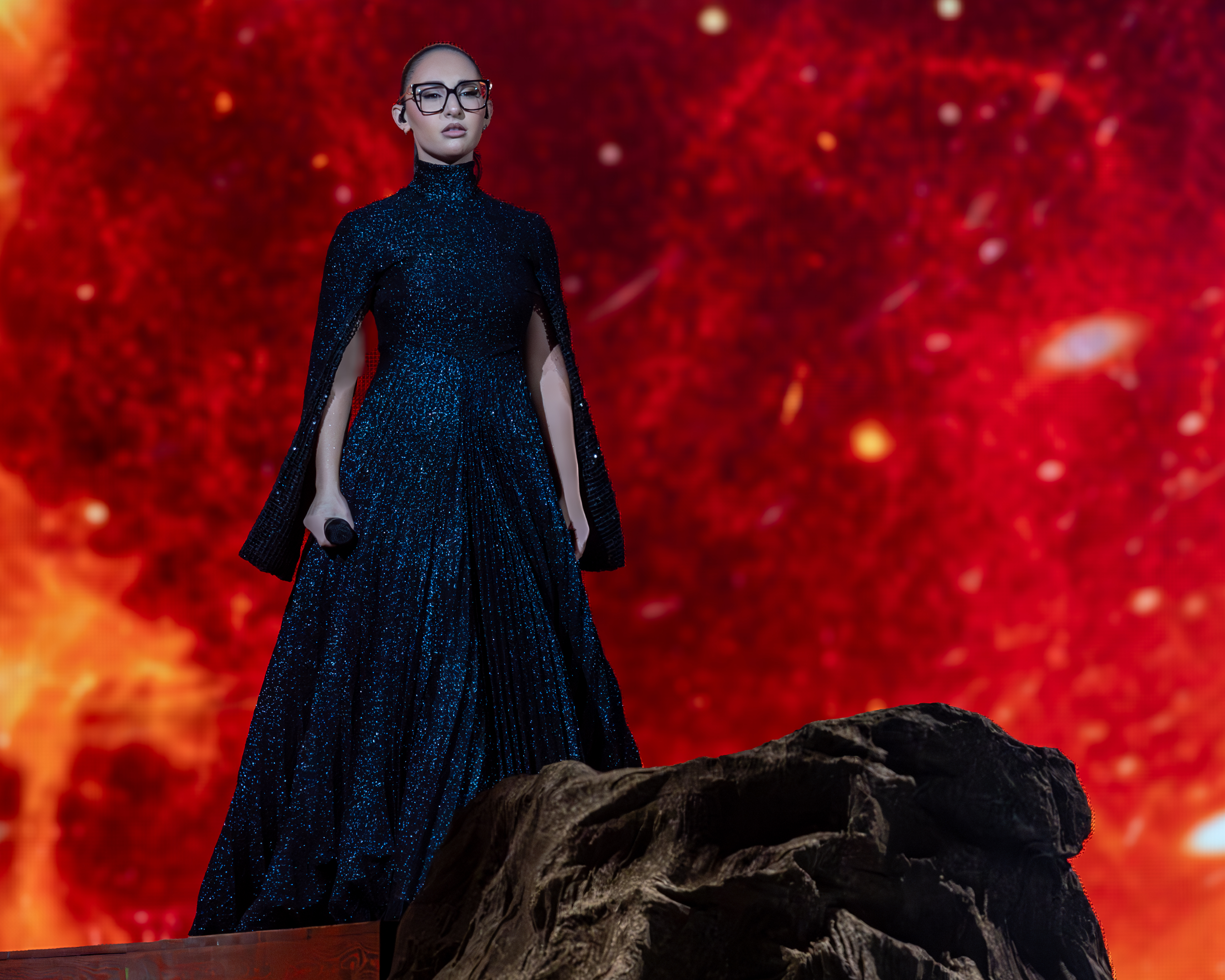
A döntőben